# Leichtathletik-Europameisterschaften 1958/10.000 m der Männer

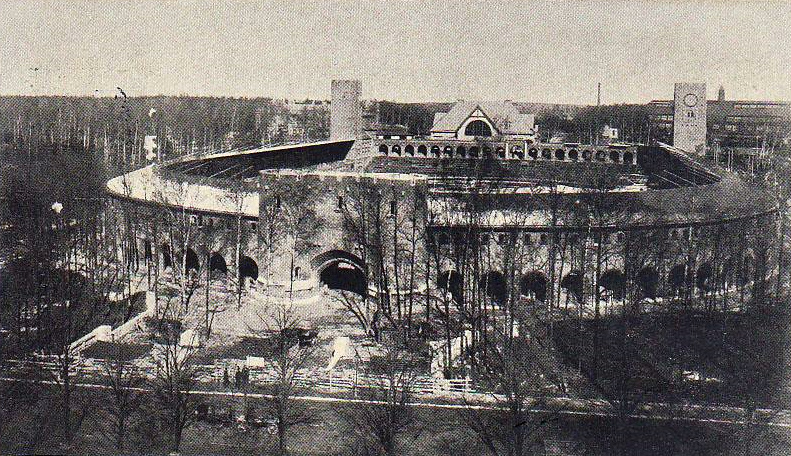
Ansichtskarte des Stockholmer Olympiastadions aus dem Jahr 1912

Der 10.000-Meter-Lauf der Männer bei den Leichtathletik-Europameisterschaften 1958 wurde am 19. August 1958 im Stockholmer Olympiastadion ausgetragen.
Mit Silber und Bronze gewannen die sowjetischen Läufer in diesem Wettbewerb zwei Medaillen. Europameister wurde der Pole Zdzisław Krzyszkowiak, der die erste von zwei Goldmedaillen bei diesen Europameisterschaften errang. Den zweiten Platz belegte Jewgeni Schukow. Bronze ging an Nikolai Pudow.

## Rekorde

### Bestehende Rekorde
| Weltrekord           | 28:30,4 min | Wolodymyr Kuz | Moskau, Sowjetunion (heute Russland) | 11. September 1956 |
| Europarekord         | 28:30,4 min | Wolodymyr Kuz | Moskau, Sowjetunion (heute Russland) | 11. September 1956 |
| Meisterschaftsrekord | 28:58,0 min | Emil Zátopek  | EM Bern, Schweiz                     | 25. August 1954    |

### Rekordverbesserungen
Im Rennen am 19. August wurde der bestehende EM-Rekord verbessert und darüber hinaus gab es fünf neue Landesrekorde.
- Meisterschaftsrekord:
  - 28:56,0 min – Zdzisław Krzyszkowiak, Polen
- Landesrekorde:
  - 28:56,0 min – Zdzisław Krzyszkowiak, Polen
  - 29:02,8 min – Stanley Eldon, Großbritannien
  - 29:31,4 min – Antonio Amorós, Spanien
  - 29:34,8 min – Drago Štritof, Jugoslawien
  - 30:00,0 min – Albert Messitt, Italien

## Resultat
19. August 1958, 18.05 Uhr
Der Wettkampf wurde ohne vorherige Ausscheidungsläufe ausgetragen. Alle 22 Teilnehmer gingen zum Finale gemeinsam an den Start.

### Zwischenzeiten
Vor allem die ersten drei Kilometer dieses Rennens wurden in überaus hohem Tempo gelaufen, das in diesem Abschnitt weltrekordreif war. Anschließend wurde es allerdings deutlich langsamer. Der schnellste Kilometer war dann der letzte, der durch einen langgezogenen Spurt gekennzeichnet war.
| Zwischenzeiten      | Zwischenzeiten | Zwischenzeiten |
| Zwischenzeit- Marke | Zwischenzeit   | 1000-m-Zeit    |
| ------------------- | -------------- | -------------- |
| 1000 m              | 2:48,0 min     | 2:48,0 min     |
| 2000 m              | 5:33,8 min     | 2:45,8 min     |
| 3000 m              | 8:21,0 min     | 2:47,2 min     |
| 4000 m              | 11:15,0 min    | 2:54,0 min     |
| 5000 m              | 14:14,0 min    | 2:59,0 min     |
| 6000 m              | 17:14,8 min    | 3:00,8 min     |
| 7000 m              | 20:13,0 min    | 2:48,2 min     |
| 8000 m              | 23:12,0 min    | 2:59,0 min     |
| 9000 m              | 26:16,0 min    | 3:04,0 min     |
| 10.000 m            | 28:56,0 min    | 2:40,0 min     |

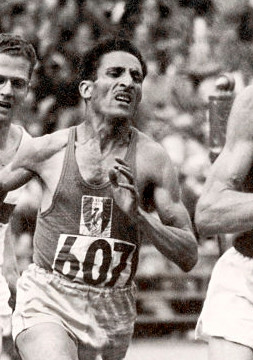
Alain Mimoun – vielfacher Medaillengewinner bei früheren Olympischen Spielen, unter anderem Marathon-Sieger 1956 – trat hier noch einmal an und wurde Siebter
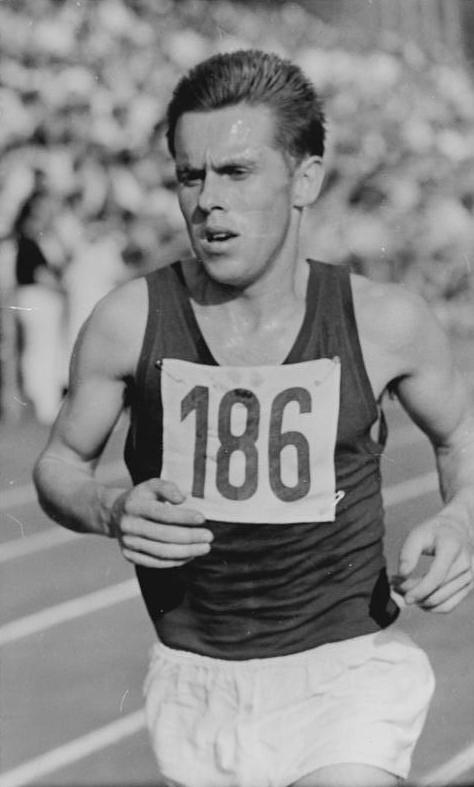
Gerhard Hönicke erreichte Platz dreizehn
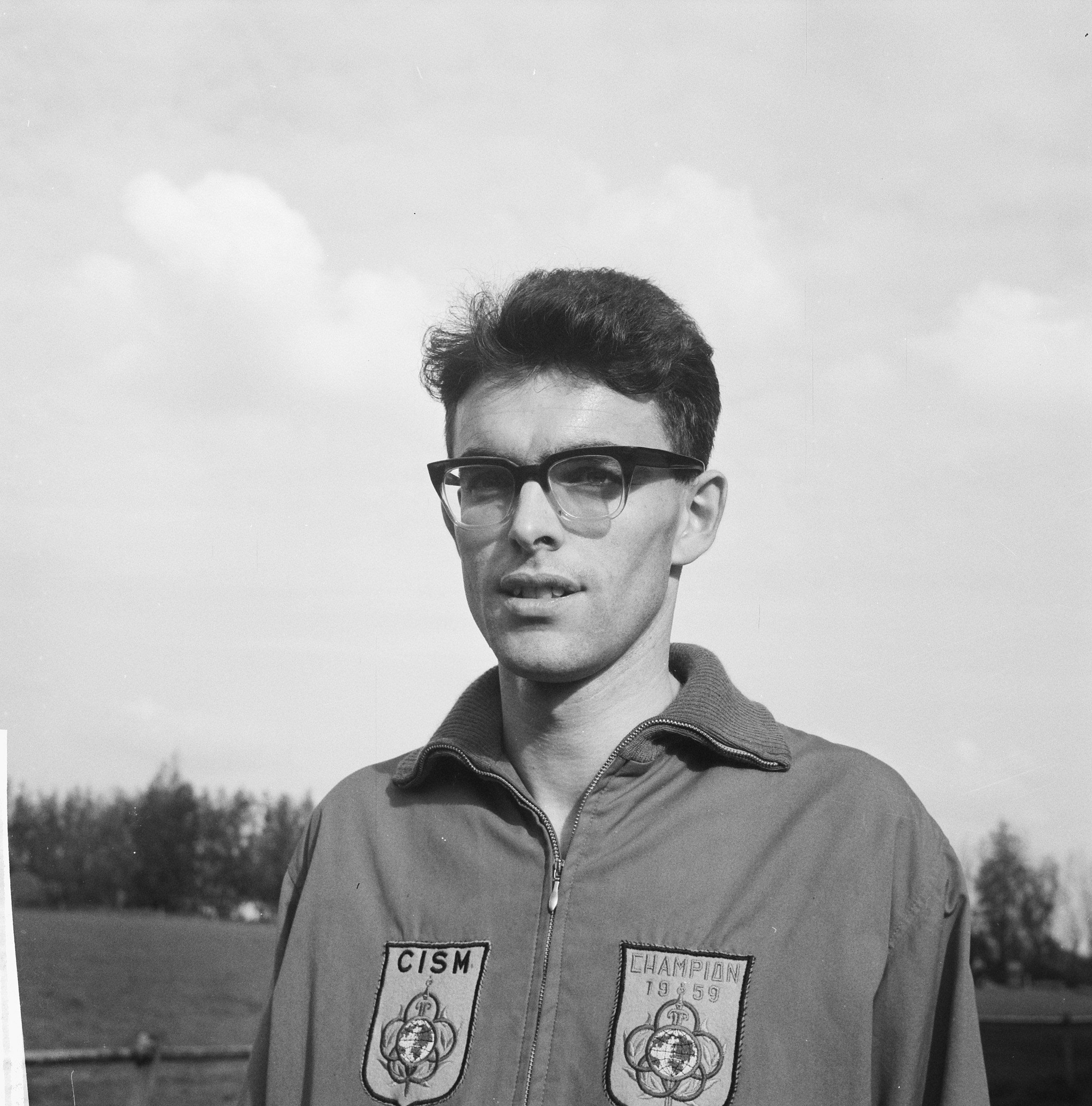
Hein Cujé kam auf den siebzehnten Platz

| Platz | Name                  | Nation         | Zeit (min)    |
| ----- | --------------------- | -------------- | ------------- |
| 1     | Zdzisław Krzyszkowiak | Polen          | 28:56,0 CR/NR |
| 2     | Jewgeni Schukow       | Sowjetunion    | 28:58,6       |
| 3     | Nikolai Pudow         | Sowjetunion    | 29:02,2       |
| 4     | Stanley Eldon         | Großbritannien | 29:02,8 NR    |
| 5     | Stanisław Ożóg        | Polen          | 29:03,2       |
| 6     | John Merriman         | Großbritannien | 29:03,8       |
| 7     | Alain Mimoun          | Frankreich     | 29:30,6       |
| 8     | Antonio Amorós        | Spanien        | 29:31,4 NR    |
| 9     | Drago Štritof         | Jugoslawien    | 29:34,8 NR    |
| 10    | Thyge Thøgersen       | Dänemark       | 29:51,8       |
| 11    | Tor Torgersen         | Norwegen       | 29:53,2       |
| 12    | Xaver Höger           | Deutschland    | 29:55,8       |
| 13    | Gerhard Hönicke       | Deutschland    | 29:57,8       |
| 14    | Øistein Saksvik       | Norwegen       | 29:59.8       |
| 15    | Albert Messitt        | Irland         | 30:00,0 NR    |
| 16    | Constantin Grecescu   | Rumänien       | 30:00,2       |
| 17    | Hein Cujé             | Niederlande    | 30:09,0       |
| 18    | Maurice Chiclet       | Frankreich     | 30:39,0       |
| 19    | Marcel Vandewattyne   | Belgien        | 30:45,4       |
| 20    | Stig Jönsson          | Schweden       | 31:08,2       |
| DNF   | Boris Jönsson         | Schweden       |               |
| DNF   | József Kovács         | Ungarn         |               |